# 斎藤誠 (ミュージシャン)
斎藤 誠（さいとう まこと、1958年1月3日 - ）は、日本の音楽家・シンガーソングライター・ギタリスト・編曲家・音楽プロデューサー。所属レコード会社はエイベックス。
東京都生まれ。青山学院大学卒業。愛称は、誠ちゃん。

## 人物
青山学院大学在学中に先輩の桑田佳祐や原由子らと知り合って音楽活動を開始、1983年にアルバム『LA-LA-LU』でシンガーソングライターとしてデビューした。サザンオールスターズのサポートギタリストとしても活躍している。

### 音楽性
影響を受けた音楽家はビートルズ、ポール・マッカートニー、マウンテン、エリック・クラプトン、クリーム、デレク・アンド・ザ・ドミノスなど。主に1960年代から1980年代の洋楽を聴いたことが自身の音楽性を形成するきっかけとなった。また、母親が言うには幼少期からオリジナルソングを作っていたとされる。
斎藤の音楽の知識や演奏におけるスキルについて桑田は信頼を寄せており、「底知れぬ驚異と圧迫感を感じた」「コイツにゃあ絶対敵わない」と青学時代から感じていた旨を語っている。また、斎藤も「大学での出会いがなくてもリスペクトしていた」と語っているほど桑田の音楽の才能や人柄に敬意を払っている。
サザンのサポートメンバーとしての活動については「勉強の場」「掛け替えのない体験」「自ずとソロ活動でも大変な力になっているし、ギタープレイ自体も向上していく。さらに自分が求める音楽を見出すヒントにもつながっています」と語っている。
自身の楽曲のレコーディングではギターの他にもベース、キーボードなどを演奏し、コンピュータ・プログラミングも自身で担当している。

### 人柄・エピソード
後述の「転勤族」の経歴もあって桑田からは「良い意味で付かず離れずの絶妙な距離感とバランス感覚を持った人」「いつも孤独かと思いきや、とにかく仲間を大切にする男である」と評されている。
桑田が言うには自身と異なり下ネタと曲がったことが大嫌いであるという。ただし、2024年春に開催されたファンクラブ会員限定の桑田のソロライブ『JAZZと歌謡曲とシャンソンの夕べ～R60』のオープニングで桑田を呼び込んだ際には「不適切極まりない、チョメチョメ男をお呼びしましょう、出てこいや桑田佳祐!」という当時話題となっていたドラマ『不適切にもほどがある!』（TBSテレビ）と絡めた紹介を行っている。

## 来歴
- 1958年、東京都目黒区に生まれる[1]。
  - 幼少期は広島市、宝塚市、世田谷区、静岡市など全国を転々として育つ。小学校は宝塚市立宝塚小学校など、中学校は静岡市立安東中学校などに在学[12]。幼稚園時代に2回転園、小学生時代に3回、中学生時代に2回転校をした[12]。そのため、学校で仲良くなれそうな仲間がいてもあまり深入りせず、なるべく心の内を見せなかった時期があったと桑田が語っている[4]。
- 1976年
  - 東京都立永山高等学校を卒業[12]。
- 1977年
  - 青山学院大学に入学[8]。桑田佳祐らがいた音楽サークル「Better Days」に入部[8]。当時斎藤を始めとした後輩達は、コンテストやライブハウスに出演していたアマチュア時代のサザンオールスターズを懸命に盛り上げていた[4]。
- 1980年
  - 青山学院大学在学中、スペクトラムの西慎嗣に楽曲を提供し音楽活動を始める[13]。
- 1981年
  - 原由子の1stアルバム「はらゆうこが語るひととき」に楽曲提供、アレンジ、ギターなどで参加。
- 1983年
  - 10月、デビューアルバム「LA-LA-LU」で日本コロムビアからメジャー・デビュー。大学卒業後の進路を桑田に相談したところ「お前が音楽をやめるのは10年早い」とのアドバイスを受けたのがきっかけ[6][14][15][16]。また、当時はサザンオールスターズ・桑田と同じアミューズへ所属していた。
- 1984年
  - 『桑田佳祐のオールナイトニッポン』（ニッポン放送）に出演し、カーリー・サイモン「うつろな愛」やニコレット・ラーソン「溢れる愛」などの洋楽を桑田とデュエットした[3]。
- 1987年
  - アルファレコードへ移籍。
- 1988年
  - 河内淳一のアルバム「One Heart」に（4曲目の「Why」）コーラスで参加。
  - 村田和人、山根栄子、山根麻衣（のちに重実徹が加入）と21（トゥエンティ・ワン）を結成し、アルバム「Blue Coast Inn」（1988年）、「GREETING」（1991年）を発表。
- 1991年
  - 「風を抱いて走れ」がヤナセ・フォルクスワーゲン・ゴルフのCMソングに起用される。
- 1993年
  - 福山雅治へのプロデュース活動を開始する（1995年まで）。
- 1994年
  - 桑田佳祐のコンサートツアー『さのさのさ』にサポート・ギタリストとして参加。以降、桑田のソロコンサートの他、サザンオールスターズのコンサートなどにも参加するようになる。
- 1996年
  - レコード会社をエピックレコードジャパンへ移籍。
- 1997年
  - 近藤名奈とPALMSを結成し、シングル「恋人じゃない」を発表。
- 2000年
  - サザンオールスターズのギタリストであった大森隆志が活動休止を発表したため、同グループの年越しライブ『ゴン太君のつどい』にサポート・ギタリストとして参加。
- 2006年
  - 4月、bayfmでレギュラー番組「DOCOMO Presents THE SESSION」が放送開始される。
  - 6月25日に行われたTHE 5th ANNUAL TOKYO GUITAR SHOWでのラストショーに、河村智康、佐藤研二とともにクリームのトリビュートバンド“ありがとう、クリーム！”として出演。担当のパートはエリック・クラプトンで、ギブソン・SGと同イベントで買ったばかりのES-335を使用して演奏した。
- 2007年
  - tearbridge productionに移籍し、所属レコード会社もエイベックスとなる。
- 2010年
  - 8月、桑田佳祐が食道がんであることを公表し休養したため、桑田のラジオ番組「桑田佳祐のやさしい夜遊び」のパーソナリティを代役として務める。
- 2015年
  - 9月27日、9年半続いたラジオ番組「THE SESSION」が終了した。
- 2025年
  - 2月15日、サザンオールスターズライブツアー真っ最中であることも鑑みて大事をとるため、桑田のラジオ番組「桑田佳祐のやさしい夜遊び」のパーソナリティをスーパー代行DJとして務める。

## 出演
- DENONミュージック倶楽部〜斎藤誠 出逢いがなければ始まらない〜（エフエム東京）

## 作品

### シングル
| 1st  | 1983年10月21日 | ワンスモア・ラブ/いつもの顔で                                                           | EP         |        |
| 2nd  | 1984年1月21日  | Oh! キャティー/アメリカよいよい                                                         | EP         |        |
| 3rd  | 1984年6月1日   | 或るグレイな恋の場合/言葉にしたら                                                       | EP         |        |
| 4th  | 1985年3月1日   | Mrs. MAGIC (She is a Cinderella!)/冷たい月曜日                                          | EP         |        |
| 5th  | 1985年7月21日  | Mrs. MAGIC (She is a Cinderella!) -ROCK MIX-/SOMEDAY SOMEWHERE -NEW MIX WITH THE VERSE- | EP(12inch) |        |
| 6th  | 1987年         | Pretty Baby, Kiss Me Baby/B.L.T (Breakfast Story)                                       | EP         |        |
| 7th  | 1988年5月25日  | 君への想い/PLEASE!                                                                      | EP         | 8 cmCD |
| 8th  | 1988年9月25日  | GO NOW/SILENT WIDOW                                                                     | EP         | 8cmCD  |
| 9th  | 1989年4月10日  | 音楽友達/太陽の隠れた日                                                                 |            | 8cmCD  |
| 10th | 1990年         | 愛してるって言って/クリスマスの恋人達                                                   |            | 8cmCD  |
| 11th | 1996年4月21日  | 今 僕を泣かせて/もしかしたらこの程度が愛なのかもしれない                                |            | 8cmCD  |
| 12th | 1997年5月21日  | 恋人じゃない/結婚したいの (PALMS名義)                                                   |            | 8cmCD  |
| 13th | 1998年6月20日  | ギターマンの純情/夕陽の交差点                                                           |            | 8cmCD  |
| 14th | 2001年10月11日 | Missing Serenade/横浜                                                                   |            | 12cmCD |
| 15th | 2002年2月20日  | I Surrender/君に贈る僕のラブソング                                                      |            | 12cmCD |
| 16th | 2007年7月4日   | 天気雨/夢のリスト/チェリー                                                              |            | 12cmCD |

### アルバム

#### オリジナル・アルバム
| 1st  | 1983年10月21日 | LA-LA-LU           | CD | LP |
| 2nd  | 1984年6月21日  | Be-Gray            | CD | LP |
| 3rd  | 1985年4月21日  | PARADISE A GO! GO! | CD | EP |
| 4th  | 1987年9月25日  | CHANGE IT          | CD | LP |
| 5th  | 1988年5月25日  | WOMEN              | CD | LP |
| 6th  | 1989年4月10日  | MAH MAH MAH        | CD |    |
| 7th  | 1990年10月25日 | 笑顔に御注意。     | CD |    |
| 8th  | 1996年6月21日  | Dinner             | CD |    |
| 9th  | 1998年6月20日  | Number 9           | CD |    |
| 10th | 2002年2月20日  | Careless Memories  | CD |    |
| 11th | 2008年1月30日  | POP ROCK SHOP      | CD |    |
| 12th | 2013年10月16日 | PARADISE SOUL      | CD |    |
| 13th | 2022年1月26日  | BIG LOVE           | CD |    |

#### ベスト・アルバム
| ベストアルバム | 1989年        | CHAPTER ONE                                                   | CD |
| バラードベスト | 2004年10月6日 | BALLADS' BEST                                                 | CD |
| 企画盤ベスト   | 2005年5月18日 | ゴールデン☆ベスト -アーリー・コロムビア・イヤーズ 1983～1985- | CD |

#### カバー・アルバム
| 20周年記念アルバム | 2003年9月26日 | WALTZ IN BLUE                                                   | CD |
| セルフカバー       | 2015年1月21日 | Put Your Hands Together! 斎藤誠の「嬉し恥ずかしセルフカバー集」 | CD |
| 洋楽カバー         | 2015年1月21日 | Put Your Hands Together! 斎藤誠の「幸せを呼ぶ洋楽カバー集」     | CD |